# Concert voor dwarsfluit en strijkorkest
Concert voor dwarsfluit en dwarsfluit en strijkorkest (Noors: Fløyyekonsert)  is een compositie van Johan Kvandal. Het werk is eigenlijk een vriendendienst voor de fluitist Per Øien. Per Øien was solofluitist van het Bergen filharmoniske orkester, dat rond die tijd veel werken van de componist uitvoerde, bijvoorbeeld het Symfonisk epos. De componist en fluitist kwamen naast elkaar te wonen en de fluitist vroeg hem om een fluitconcert.   
Het werk de standaard driedelige opzet met een cadens daartussen:
1. Capriccio
2. Aria
3. Cadenza
4. Rondo

Kvandal schreef het werk voor
- 1 dwarsfluit
- violen, altviolen, celli, contrabassen